# 49 př. n. l.

## Události
10. ledna – Caesar se slovy „Kostky jsou vrženy“ (Alea iacta est) překročil říčku Rubikon, čímž začala v Římě další občanská válka.

## Úmrtí
- ? – Süan-ti, devátý císař čínské dynastie Chan (* 91 př. n. l.)

## Hlavy států
- Římská říše – Caesar (49 – 44 př. n. l.)
- Parthská říše – Oródés II. (58/57 – 38 př. n. l.)
- Egypt – Ptolemaios XIII. (51 – 47 př. n. l.)
- Čína – Suan-ti (dynastie Západní Chan)